# Cuca Gamarra

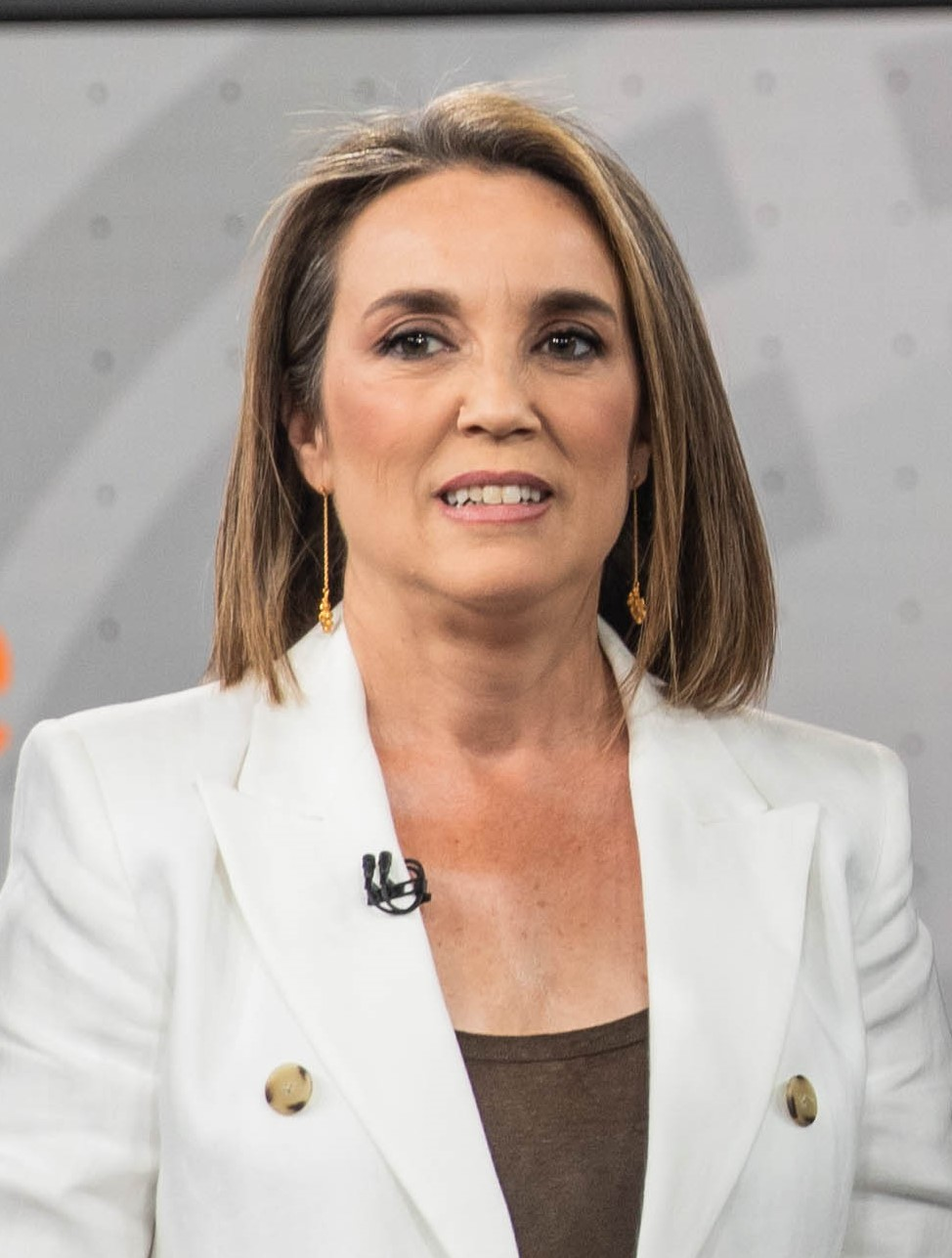
Cuca Samarra (2023)

Concepción „Cuca“ Gamarra Ruiz-Clavijo (* 23. Dezember 1974 im Logroño) ist eine spanische Rechtsanwältin und Politikerin der konservativen Partei Partido Popular. Seit 2022 ist sie deren Generalsekretärin.

## Leben und Wirken
Concepción Gamarra Ruiz-Clavijo, besser bekannt als Cuca Gamarra, wuchs in ihrer Geburtsstadt Logroño in der Region La Rioja auf. Ihr Vater, Alfonso Gamarra, war Geschäftsführer einer Transport-Firma, ihre Mutter, Concepción Ruiz-Clavijo, Krankenpflegehelferin. Sie studierte Wirtschaftsrecht an der Universität von Deusto. Dem schloss sich ein postgraduales Studium für Unternehmensrecht und ein Masterstudium für praktische Justiz an.
Ihre berufliche Karriere begann sie in der Kanzlei von José María Gil Albert, einem bekannten spanischen Juristen, Abgeordneten der Unión de Centro Democrático und Generalstaatsanwalt des Landes. Später stieg sie in die Politik ein. Von 2003 bis 2011 war sie Stadträtin in ihrer Heimatstadt, danach bis 2019 deren Bürgermeisterin. Von 2016 bis 2019 war sie Vizepräsidentin der Federación Española de Municipios y Provincias (Spanische Föderation der Gemeinden und Provinzen), von 2018 bis 2020 Vizesekretärin für Sozialpolitik ihrer Partei. Seit der XIII. Legislaturperiode (ab Mai 2019) ist sie Angeordnete ihrer Partei im Congreso de los Diputados, dem Unterhaus des spanischen Parlaments.
Cuca Gamarra ist Kollegiumsmitglied des Colegio de Abogados de Vizcaya (Kollegium baskischer Anwälte). 
In ihrer Freizeit ist Gamarra passionierte Marathonläuferin. Sie ist ledig und hat keine Kinder.